# World Trigger
World Trigger (jap. ワールドトリガー Wārudo torigā) – manga autorstwa Daisuke Ashihary, publikowana na łamach magazynu „Shūkan Shōnen Jump” wydawnictwa Shūeisha od lutego 2013 do listopada 2018. Następnie została przeniesiona do czasopisma „Jump Square”, w którym ukazuje się od grudnia 2018.
Na jej podstawie studio Toei Animation wyprodukowało serial anime, który emitowano w stacji TV Asahi od października 2014 do kwietnia 2016. Drugi sezon był emitowany od stycznia do kwietnia 2021, a trzeci od października 2021 do stycznia 2022. W Polsce anime nadawane jest na kanale Gametoon.

## Fabuła

### Oprawa serii
Pewnego dnia w mieście Mikado otwiera się brama do innego świata, z której wychodzić zaczynają potwory zwane Sąsiadami. Ludzkość podejmuje walkę przeciwko najeźdźcom, jednak ich broń okazuje się nieskuteczna. Sytuację ratuje tajemnicza organizacja znana jako „Border”, która przejęła technologię Sąsiadów zwaną „Triggerami”. Umożliwiają one użytkownikom na wykorzystanie wewnętrznej energii zwanej Trionem i używanie jej jako broni lub do innych celów. Kiedy Trigger zostaje aktywowany, ciało użytkownika zostaje zastąpione przez ciało bojowe zbudowane z Trionu.

### Opis fabuły
Cztery lata po pojawieniu się bramy, mieszkańcy Mikado przywykli do walk z Sąsiadami i w większości powrócili do codziennego życia. Pewnego dnia do lokalnej szkoły przenosi się tajemniczy, białowłosy uczeń imieniem Yūma Kuga, który w rzeczywistości silnym, humanoidalnym Sąsiadem, co stara się ukryć przed organizacją Border. W szkole poznaje innego ucznia, Osamu Mikumo, który potajemnie jest rekrutem Border rangi C. Ponieważ Kuga nie zna życia w mieście, Mikumo musi pomóc mu przystosować się do tamtejszego życia i ukrywać go przed organizacją.

## Bohaterowie
- Yūma Kuga (jap. 空閑 遊真 Kuga Yūma)

Seiyū: Tomo Muranaka 
- Osamu Mikumo (jap. 三雲 修 Mikumo Osamu)

Seiyū: Yūki Kaji 
- Chika Amatori (jap. 雨取 千佳 Amatori Chika)

Seiyū: Nao Tamura 
- Yūichi Jin (jap. 迅 悠一 Jin Yūichi)

Seiyū: Yūichi Nakamura 
- Replica (jap. レプリカ Repurika)

Seiyū: Hideyuki Tanaka 

## Manga
Pierwszy rozdział mangi został opublikowany 9 lutego 2013 w magazynie „Shūkan Shōnen Jump”. Ze względu na problemy zdrowotne autora, seria została zawieszona w listopadzie 2016. Wznowiona została 29 października 2018 i ukazywała się do 26 listopada tego samego roku, po czym została przeniesiona do miesięcznika „Jump Square”, w którym publikowana jest od 4 grudnia 2018. Wydawnictwo Shūeisha zebrało jej rozdziały w poszczególne tankōbony, których pierwszy tom opublikowano 4 lipca 2013.
| Nr | Data wydania (język japoński) | ISBN (język japoński)  |
| -- | ----------------------------- | ---------------------- |
| 1  | 4 lipca 2013                  | ISBN 978-4-08-870809-6 |
| 2  | 4 września 2013               | ISBN 978-4-08-870841-6 |
| 3  | 4 grudnia 2013                | ISBN 978-4-08-870863-8 |
| 4  | 4 lutego 2014                 | ISBN 978-4-08-880029-5 |
| 5  | 4 kwietnia 2014               | ISBN 978-4-08-880060-8 |
| 6  | 4 czerwca 2014                | ISBN 978-4-08-870769-3 |
| 7  | 4 września 2014               | ISBN 978-4-08-880177-3 |
| 8  | 3 października 2014           | ISBN 978-4-08-880195-7 |
| 9  | 5 stycznia 2015               | ISBN 978-4-08-880296-1 |
| 10 | 4 marca 2015                  | ISBN 978-4-08-880332-6 |
| 11 | 4 czerwca 2015                | ISBN 978-4-08-880368-5 |
| 12 | 4 września 2015               | ISBN 978-4-08-880463-7 |
| 13 | 4 grudnia 2015                | ISBN 978-4-08-880499-6 |
| 14 | 4 marca 2016                  | ISBN 978-4-08-880629-7 |
| 15 | 3 czerwca 2016                | ISBN 978-4-08-880687-7 |
| 16 | 2 września 2016               | ISBN 978-4-08-880777-5 |
| 17 | 2 grudnia 2016                | ISBN 978-4-08-880822-2 |
| 18 | 3 marca 2017                  | ISBN 978-4-08-881021-8 |
| 19 | 4 grudnia 2018                | ISBN 978-4-08-881740-8 |
| 20 | 4 czerwca 2019                | ISBN 978-4-08-881853-5 |
| 21 | 4 grudnia 2019                | ISBN 978-4-08-882150-4 |
| 22 | 4 czerwca 2020                | ISBN 978-4-08-882319-5 |
| 23 | 4 lutego 2021                 | ISBN 978-4-08-882497-0 |
| 24 | 3 grudnia 2021                | ISBN 978-4-08-882770-4 |
| 25 | 2 września 2022               | ISBN 978-4-08-883173-2 |
| 26 | 2 czerwca 2023                | ISBN 978-4-08-883461-0 |
| 27 | 2 maja 2024                   | ISBN 978-4-08-883852-6 |

## Anime
W maju 2014 ogłoszono, że emisja adaptacji anime rozpocznie się w październiku tego samego roku. Serial został wyprodukowany przez studio Toei Animation i był emitowany w stacji TV Asahi od 5 października 2014 do 3 kwietnia 2016. Za reżyserię odpowiadał Mitsuru Hongo, scenariusz napisał Hiroyuki Yoshino, projektami postaci i reżyserią animacji zajęli się Toshihisa Kaiya i Hitomi Tsuruta, a muzykę skomponował Kenji Kawai. Seria początkowo miała liczyć 50 odcinków, ale ostatecznie liczba ta wzrosła do 73. Latem 2015 roku, podczas wydarzenia World Trigger Summer Festival 2015, zapowiedziano World Trigger: Isekai kara no tōbōsha, zupełnie nową serię z oryginalną historią nieprzedstawioną w mandze. Później okazało się, że będzie to wątek „Tōbōsha-hen”, obejmujący odcinki od 49 do 63. 7 marca 2016 potwierdzono, że anime World Trigger dobiegnie końca, po ogłoszeniu, że stacja TV Asahi zastąpi czas antenowy programami sportowymi.
Podczas wydarzenia Jump Festa ’20 ogłoszono, że seria otrzyma drugi sezon, a za jego produkcję ponownie będzie odpowiadać studio Toei Animation. Morio Hatano został nowym reżyserem serialu, podczas gdy reszta ekipy produkcyjnej pozostała bez zmian. Drugi sezon był emitowany w bloku NUMAnimation stacji TV Asahi od 10 stycznia do 4 kwietnia 2021.
Podczas Jump Festa ’21 zapowiedziany został trzeci sezon anime. Jego emisja trwała od 10 października 2021 do 23 stycznia 2022.
W Polsce serial emitowany jest na kanale Gametoon.

### Ścieżka dźwiękowa
| Seria          | Odcinki  | Tytuł                                                 | Wykonawca                 | Źródło   |
| Czołówka       | Czołówka | Czołówka                                              | Czołówka                  | Czołówka |
| -------------- | -------- | ----------------------------------------------------- | ------------------------- | -------- |
| 1              | 1–23     | „Girigiri” (jap. ギリギリ)                            | Sonar Pocket              | [ 50 ]   |
| 1              | 27–47    | „Ashita no hikari” (jap. アシタノヒカリ)              | AAA                       | [ 51 ]   |
| 1              | 49–72    | „Dream Trigger” (jap. ドリームトリガー Dorīmu torigā) | Pile                      | [ 52 ]   |
| 2              | 1–12     | „Force”                                               | TXT                       | [ 53 ]   |
| 3              | 1–14     | „Time Factor” (jap. タイムファクター Taimu fakutā)    | Kami wa Saikoro o Furanai | [ 54 ]   |
| Napisy końcowe |          |                                                       |                           |          |
| 2              | 1–12     | „Mirai eigō” (jap. 未来永劫)                          | Kami wa Saikoro o Furanai | [ 53 ]   |
| 3              | 1–14     | „Ungai Dōkei” (jap. 雲外憧憬)                         | Fantastic Youth           | [ 54 ]   |

## Odbiór
Do lipca 2023 manga rozeszła się w nakładzie ponad 15 milionów egzemplarzy.